# Maxime Dominguez
Maxime Dominguez (sinh ngày 1 tháng 2 năm 1996) là một cầu thủ bóng đá người Thụy Sĩ hiện tại thi đấu ở vị trí tiền vệ cho FC Lausanne-Sport.

## Sự nghiệp quốc tế
Dominguez là người gốc Tây Ban Nha.